# Lipotaxia
Lipotaxia är ett släkte av fjärilar. Lipotaxia ingår i familjen mätare.
Kladogram enligt Catalogue of Life:
| Lipotaxia | \| \| Lipotaxia irregularis \| \| \| \| \| \| Lipotaxia perpulverosa \| \| \| \| \| \| Lipotaxia rotundata \| \| \| \| \| \| Lipotaxia rubicunda \| \| \| \| \| \| Lipotaxia segmentata \| \| \| \| \| \| Lipotaxia subvestita \| \| \| \| |
|           | \| \| Lipotaxia irregularis \| \| \| \| \| \| Lipotaxia perpulverosa \| \| \| \| \| \| Lipotaxia rotundata \| \| \| \| \| \| Lipotaxia rubicunda \| \| \| \| \| \| Lipotaxia segmentata \| \| \| \| \| \| Lipotaxia subvestita \| \| \| \| |
|           | Lipotaxia irregularis |
|           | |
|           | Lipotaxia perpulverosa |
|           | |
|           | Lipotaxia rotundata |
|           | |
|           | Lipotaxia rubicunda |
|           | |
|           | Lipotaxia segmentata |
|           | |
|           | Lipotaxia subvestita |
|           | |